# Луна, Диего
Дие́го Лу́на Александр (исп. Diego Luna Alexander; род. 29 декабря 1979, Толука-де-Лердо, Мехико, Мексика) — мексиканский актёр, режиссёр и продюсер. Известен ролью капитана Кассиана Андора в фильме «Изгой-один. Звёздные войны: Истории» (2016) и сериале «Андор» (2022—2025), являющихся частью медиафраншизы «Звёздные войны».

## Биография
Диего Луна родился в Толуке-де-Лердо, Мексика. Его мать, Фиона Александр, была художницей по костюмам из Великобритании. Она погибла в автомобильной аварии, когда Луне было два года. Его отец, Алехандро Луна, — художник-постановщик.
В возрасте 3 лет Луна впервые появился перед объективом кинокамеры. В 1990-х последовала цепь небольших ролей, в основном на телевидении: первой ролью стала роль в короткометражном фильме El Último Fin de Año (1991), затем вместе с другом детства Гаэлем Гарсиа Берналем он снялся в теленовелле «Дедушка и я» (1992). Международную славу Луна приобрел после фильма «И твою маму тоже» (2001), в котором он также сыграл вместе с Гаэлем Гарсия Берналем.

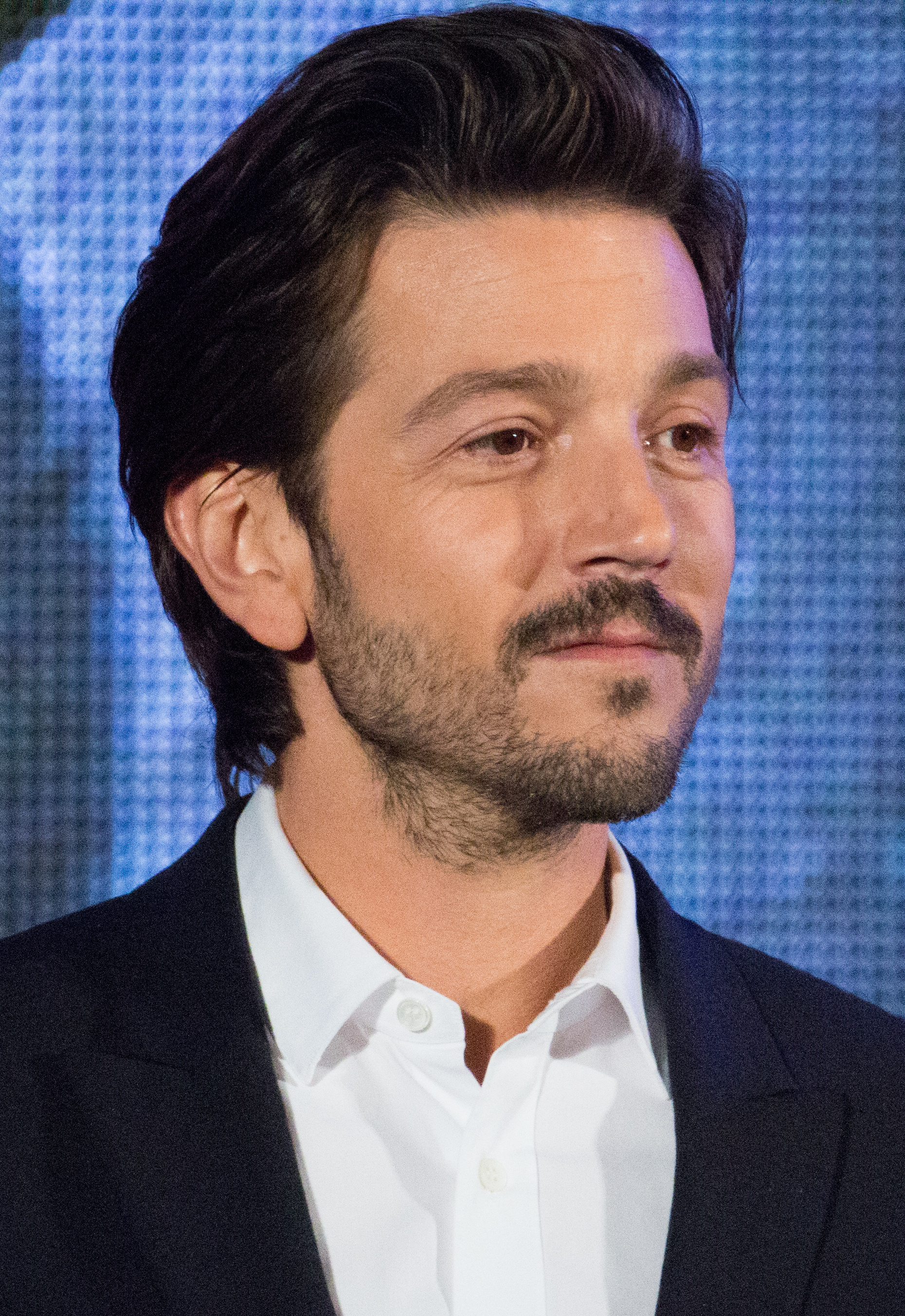
2016 год

За этим последовали второстепенные роли в фильме «Фрида», «Открытый простор» с Кевином Костнером в главной роли и «Терминале» Стивена Спилберга. В 2004 году на экран вышел сиквел «Грязных танцев» «Грязные танцы 2», где Луна играет бедного официанта, влюблённого в дочь богатых американцев. В 2010 году Луна дебютировал в качестве режиссёра с фильмом «Абель». На фестивале в Сан-Себастьяне картина получила главный приз раздела Horizontes Latinos. В 2014 году вышел его первый англоязычный фильм «Сесар Чавес» об известном правозащитнике, премьера которого состоялась 64-м Берлинском кинофестивале.
В 2008 году Луна совместно с Гаэлем Гарсиа Берналем и режиссёром Карлосом Куароном, закончил работу над фильмом «Рудо и Курси».
В 2013 году Диего исполнил небольшую роль в научно-фантастическом фильме Нила Бломкампа «Элизиум — рай не на Земле» с Мэттом Деймоном.
В 2016 году был членом жюри программы «Особый взгляд» на 69-м Каннском кинофестивале. И в том же году сыграл разведчика Кассиана Андора — одну из главных ролей в первом полнометражном спин-оффе киносаги «Звёздные войны», получившей название «Изгой-один. Звёздные войны: Истории». Его партнёршей по фильму стала Фелисити Джонс.
В 2017 году Диего Луна сыграл одну из главных ролей в психологическом триллере «Коматозники», ремейке одноимённого фильма 1990 года. В 2018-м актера можно было увидеть в драме «Если Бил-стрит могла бы заговорить», и, кроме того, в сериале Netflix «Нарко: Мексика», где он исполнил роль лидера картеля Гвадалахары, а именно Мигеля Анхеля Феликса Гальярдо. В 2019 году в прокат вышла романтическая комедия Вуди Аллена «Дождливый день в Нью-Йорке» с участием Диего Луны.
В 2022 году вернулся к роли разведчика Кассиана Андора в телесериале во вселенной «Звёздных войн» «Андор», являющимся приквелом фильма «Изгой-один. Звёздные войны: Истории».

## Личная жизнь
С 2008 по 2013 год Луна был женат на актрисе Камиле Соди. У них есть двое детей, сын Херонимо (род. 12 августа 2008) и дочь Фиона (род. 1 июля 2010).

## Фильмография
| Год       |     | Русское название                       | Оригинальное название            | Роль                          |
| --------- | --- | -------------------------------------- | -------------------------------- | ----------------------------- |
| 1989      | с   | Карусель                               | Carrusel                         | имя персонажа неизвестно      |
| 1991      | кор |                                        | El último fin de año             |                               |
| 1992      | с   | Ангелы без рая                         | Ángeles sin paraíso              | Моисей                        |
| 1992      | с   | Дедушка и я                            | El Abuelo y yo                   | Луис                          |
| 1995      | ф   | Брюнетка                               | Morena                           | Дос                           |
| 1995      | с   | Самая большая премия                   | El premio mayor                  |                               |
| 1995      | ф   | Струйка крови                          | Un hilito de sangre              | Леон                          |
| 1997      | кор |                                        | 1,2,3 por mi                     |                               |
| 1998      | с   | Любовь всей моей жизни                 | El amor de mi vida               | Клаудио                       |
| 1999      | ф   | Комета                                 | El cometa                        | Виктор                        |
| 1999      | с   | Жизнь в зеркале                        | La vida en el espejo             | Эухенио Роман Франко          |
| 1999      | ф   | Сладкий запах смерти                   | Un Dulce Olor a Muerte           | Рамон                         |
| 1999      | кор |                                        | Perriférico                      |                               |
| 2000      | ф   | Вся власть                             | Todo el poder                    | Эстебан                       |
| 2000      | ф   | Пока не наступит ночь                  | Before Night Falls               | Карлос                        |
| 2001      | ф   | И твою маму тоже                       | Y tu mamá también                | Теноч Итурбиде                |
| 2001      | ф   | Атлетико Сан-Панчо                     | Atlético San Pancho              | почтальон                     |
| 2001      | ф   | Вампиры 2: День мёртвых                | Vampires: Los Muertos            | Санчо                         |
| 2001      | кор | Самолеты со всего мира                 | Todos los aviones del mundo      |                               |
| 2002      | тф  | Куба либре                             | Fidel                            | Ренато                        |
| 2002      | ф   | Темные города                          | Ciudades oscuras                 | Феде                          |
| 2002      | ф   | Фрида                                  | Frida                            | Алехандро Гонсалес Ариас      |
| 2003      | ф   | Солдаты Саламины                       | Soldados de Salamina             | Гастон                        |
| 2003      | ф   |                                        | Carambola                        | собака                        |
| 2003      | ф   | Открытый простор                       | Open Range                       | Габриэль Баттон               |
| 2003      | ф   | Никотин                                | Nicotina                         | Лоло                          |
| 2004      | ф   | Грязные танцы 2: Гаванские ночи        | Dirty Dancing: Havana Nights     | Хавьер Суарес                 |
| 2004      | ф   | Терминал                               | The Terminal                     | Энрике Круз                   |
| 2004      | ф   | Аферисты                               | Criminal                         | Родриго                       |
| 2006      | ф   | Знает только Бог                       | Sólo Dios sabe                   | Дамьен                        |
| 2006      | ф   | Прекрасный мир                         | Un mundo maravilloso             | корреспондент в Стокгольме    |
| 2006      | ф   | Затемнение                             | Fade to Black                    | Томмасо Морено                |
| 2007      | ф   | Ночной буйвол                          | El búfalo de la noche            | Мануэль                       |
| 2007      | ф   | Мистер Одиночество                     | Mister Lonely                    | двойник Майкла Джексона       |
| 2008      | ф   | Харви Милк                             | Milk                             | Джек Лайра                    |
| 2008      | ф   | Сестры по крови                        | Solo quiero caminar              | Габриэль                      |
| 2008      | ф   | Рудо и Курси                           | Rudo y Cursi                     | Бето «Рудо» Вердуско          |
| 2010      | с   | Крики о смерти и свободе               | Gritos de muerte y libertad      | Гваделупа Виктория            |
| 2011      | ф   | В доме отца                            | Casa de mi Padre                 | Рауль                         |
| 2012      | ф   | Контрабанда                            | Contraband                       | Гонсало                       |
| 2013      | ф   | Элизиум: Рай не на Земле               | Elysium                          | Хулио                         |
| 2014      | ф   | Я останусь с тобой                     | Me quedo contigo                 | Эстебан                       |
| 2015      | тф  | Казанова                               | Casanova                         | Джакомо Казанова              |
| 2016      | ф   | Плохая партия                          | The Bad Batch                    | Джон                          |
| 2016      | ф   | Изгой-один. Звёздные войны: Истории    | Rogue One: A Star Wars Story     | капитан Кассиан Андор         |
| 2016      | ф   | Кровный отец                           | Blood Father                     | Джона                         |
| 2017      | ф   | Коматозники                            | Flatliners                       | Рэй                           |
| 2017      | ки  | Star Wars: Secrets of the Empire       | Star Wars: Secrets of the Empire | капитан Кассиан Андор         |
| 2018      | с   | Нарко: Мексика                         | Narcos: Mexico                   | Мигель Анхель Феликс Гальярдо |
| 2018      | ф   | Если Бил-стрит могла бы заговорить     | If Beale Street Could Talk       | Педросито                     |
| 2018      | мс  | Охотники на троллей: Истории Аркадии   | Trollhunters: Tales of Arcadia   | Крел Таррон                   |
| 2018—2019 | мс  | Трое с небес: Истории Аркадии          | 3Below: Tales of Arcadia         | Крел Таррон                   |
| 2019      | ф   | Берлин, я люблю тебя                   | Berlin, I Love You               | Дрэг-квин                     |
| 2019      | ф   | Дождливый день в Нью-Йорке             | A Rainy Day in New York          | Франциско Вега                |
| 2020      | ф   | Ступая во мрак                         | Wander Darkly                    | Маттео                        |
| 2020      | мс  | Волшебники: Истории Аркадии            | Wizards: Tales of Arcadia        | Крел Таррон                   |
| 2020      | с   | Домашний фильм: Принцесса-невеста      | Home Movie: The Princess Bride   | Иньиго Монтойя                |
| 2021      | мф  | Охотники на троллей: Восстание титанов | Trollhunters: Rise of the Titans | Крел Таррон                   |
| 2021      | мс  | Майя и три воина                       | Maya and the Three               | Зац                           |
| 2022      | мф  | DC Лига Суперпитомцы                   | DC League of Super-Pets          | Чип                           |
| 2022—2025 | с   | Андор                                  | Andor                            | Кассиан Андор                 |
| 2024      | с   | Машина                                 | La Máquina                       | Энди Перес                    |

## Роли в театре
- 2006—2007 — Торжество — Teatro Helénico
- 2017—2018 — Приватность — Teatro de los Insurgentes
- 2022 — Cada vez nos despedimos mejor — Las Naves del Español